# Jason Evigan
Jason Evigan (10 de junho de 1983) é um músico, cantor, compositor e produtor musical estadunidense. Já escreveu para artistas como Madonna, Jason Derulo, Demi Lovato, Maroon 5, Kelly Clarkson e Nick Jonas.
Jason é filho do ator Greg Evigan.